# Trunyan
Trunyan – wieś na wyspie Bali, położona w kabupatenie Bangli. Jest jednym z bardziej znanych skupisk ludu Bali Aga, pierwotnych mieszkańców wyspy; pozostałe to wioski Tenganan i Sambiran. W wiosce Trunyan panuje wyjątkowy rytuał pogrzebowy, podczas którego ciał zmarłych nie są chowane w ziemi, lecz zostawiane na powierzchni. Przedstawiciele ludu składają zwłoki w bambusowych klatkach pośród drzew taru menyan, gdzie ulegają one rozkładowi. Roślina emituje przyjemną woń, która pochłania zapach rozkładającego się ciała.
Rytuał ten dotyczy jedynie tych, którzy spędzili życie w związku małżeńskim. Ciała tych zmarłych, którzy za życia nie zawarli związku, są przeważnie chowane pod ziemią.
Kobietom z ludu Bali Aga nie wolno uczestniczyć w tradycyjnych ceremoniach pogrzebowych. Według lokalnych wierzeń obecność kobiet mogłaby sprowadzić na wioskę nieszczęście, np. w postaci erupcji wulkanu lub trzęsienia ziemi.
Za możliwość oglądania i fotografowania cmentarza pobiera się opłatę pieniężną.